# هیکس ۲۲۲۰
سیارک ۲۲۲۰ (به انگلیسی: 2220 Hicks، نامگذاری:1975VB) دو هزار و دویست و بیستمین سیارک کشف شده‌است که در ۴ نوامبر ۱۹۷۵ کشف شد.
قدر مطلق سیارک برابر ۱۰٫۹۰ است.